# Hôtel de la Caisse d'épargne de Châtillon-sur-Seine
L'hôtel de la Caisse d'épargne est un bâtiment de la fin du XIXe siècle situé à Châtillon-sur-Seine, en France. Il est recensé à l'Inventaire général du patrimoine culturel.

## Situation et accès
L'édifice est situé au no 11 bis de la rue de la Seine et au no 13 de la rue de la Ferme, au nord du centre-ville de Châtillon-sur-Seine, et plus largement au nord-ouest du département de la Côte-d'Or.

## Histoire

### Concours
En avril 1882, un concours pour la construction d'un hôtel de la Caisse d'épargne est ouvert. Onze architectes prennent part au concours avec treize projets déposés.
| Prix              | Devise                                                               | Candidat       | Ville du candidat               | Prime                      |
| ----------------- | -------------------------------------------------------------------- | -------------- | ------------------------------- | -------------------------- |
| 1er               | L’épargne est un devoir sacré pour tout le monde                     | Henri Monniot  | Châtillon-sur-Seine (Côte-d'Or) | Médaille d'or              |
| 2e                | Parcere                                                              | A. Petit       | Châteauroux (Indre)             | Médaille d'or, 500 F       |
| 3e ex æquo        | Pax                                                                  | Léon Guelorget | Paris                           | Médaille de vermeil, 300 F |
| 3e ex æquo        | Travaillez, prenez de la peine, c'est les fonds qui manquent le plus | E. Vionnois    |                                 | Médaille de vermeil, 300 F |
| 3e ex æquo        | Travaillez, prenez de la peine, c'est les fonds qui manquent le plus | Marcel Bourée  | Dijon (Côte-d'Or)               | Médaille de vermeil, 300 F |
| Mention honorable | Sin labor, nada                                                      | Henri Personne | Châtillon-sur-Seine (Côte-d'Or) | Médaille de vermeil        |

## Structure
L'édifice s'élève sur trois niveaux. Il est composé de cinq travées dans la longueur, dont deux aux extrémité forment des ailes, et trois travées dans la largeur.

## Statut patrimonial et juridique
Le bâtiment fait l'objet d'un recensement dans l'Inventaire général du patrimoine culturel, en tant que propriété privée. L'enquête ou le dernier récolement est effectué en 1992.